# Campeonato de Chile de hockey sobre patines
El Campeonato Nacional de Chile de hockey sobre patines es una competición que se disputaba a nivel nacional en Chile anualmente a partir de 1940. Participaban según las temporadas, los clubes más destacados en los distintos campeonatos regionales chilenos, o las respectivas selecciones regionales, o bien competían simultáneamente clubes con selecciones. Se disputó -con algunas interrupciones- hasta 1985.
Después de quince años sin disputarse competiciones nacionales, a partir de 2001 se retomó el campeonato en formato de liga, haciéndose cargo del mismo a partir de 2005 la Liga Nacional de Hockey (LNH), asociación de clubes autónoma dentro de la Federación Chilena de Hockey y Patinaje. En este periodo se disputan cada año hasta cuatro campeonatos de ámbito nacional, lo cual impedía determinar cual era el campeón nacional chileno de cada temporada: las ligas ordinarias de apertura y de clausura, y las ligas de honor de apertura y de clausura.
A partir de 2011 se creó una nueva competición adicional, la Copa de Oro, en la cual compiten los cuatro ganadores de las distintas ligas anuales, o en caso de que un equipo haya vencido más de una se incorporan a la Copa de Oro los segundos clasificados. Desde entonces al vencedor de la Copa de Oro se le puede considerar como campeón nacional chileno absoluto.

## Campeonato Nacional de clubes

### Formato y participantes
La máxima categoría del hockey sobre patines chileno la constituye la denominada Liga WSS (Word Skate Star), cuyo primer nivel, conocido como Liga de Honor, congrega a los ocho mejores equipos del país y está enlazado al segundo nivel, denominado Liga Regular, por un sistema de ascensos y descensos.
En la primera fase se enfrentan entre sí los ocho equipos a doble vuelta, clasificándose para las semifinales de la segunda fase los tres primeros clasificados, al que se une el ganador de una eliminatoria entre los clasificados en los puestos cuarto y sexto de la primera fase. Los ganadores de las dos semifinales se enfrentan en la final, de la cual sale el campeón nacional. El último clasificado de la primera fase desciende en la siguiente temporada a la Liga Regular, ascendiendo el campeón de esta a la Liga de Honor.
Los equipos participantes sonː
| Club                                  | Comuna      | Posición 2022 |
| ------------------------------------- | ----------- | ------------- |
| Hockey Club San Jorge                 | La Cisterna | 1             |
| Club de Hockey Estudiantil San Miguel | San Miguel  | 2             |
| Club Deportivo Thomas Bata            | Peñaflor    | 3             |
| Club Independiente La Florida         | La Florida  | 4             |
| Llano Subercaseaux                    | San Miguel  | 5             |
| Club de Hockey Miguel León Prado      | San Miguel  | 6             |
| Club de Hockey Red Star               | Macul       | 7             |
| Club Patín Vilanova                   | La Granja   | 8             |

### Historial
| Año  | Campeonato de Santiago    | Campeonato de Santiago    | Campeonato de Santiago | Campeonato de Santiago  |
| Año  | Campeón                   | Subcampeón                | Tercer clasificado     | Cuarto clasificado      |
| ---- | ------------------------- | ------------------------- | ---------------------- | ----------------------- |
| 1945 | C.S.D. Colo-Colo          | C.D. Universidad Católica |                        |                         |
| 1946 | C.D. Universidad Católica | C.S.D. Colo-Colo          |                        |                         |
| 1947 | C.S.D. Colo-Colo          | C.D. Universidad Católica |                        |                         |
| 1948 | C.D. Universidad Católica | C.S.D. Colo-Colo          |                        |                         |
| 1949 | Everton de Viña del Mar   |                           |                        |                         |
| 1950 | Everton de Viña del Mar   | C.D. Ferrobádminton       | C.D. Palestino         | Victoria Peñaflor       |
| 1951 | C.D. Ferrobádminton       |                           |                        |                         |
| 1952 | C.D. Thomas Bata          |                           |                        |                         |
| 1953 | C.D. Thomas Bata          | Audax Italiano            | C.D. Ferrobádminton    | C.D. Maestranza Central |
| 1954 | Audax Italiano La Florida |                           |                        |                         |
| 1955 | Audax Italiano La Florida |                           |                        |                         |
| 1956 | Audax Italiano La Florida |                           |                        |                         |
| 1957 | Audax Italiano La Florida |                           |                        |                         |
| 1958 | Audax Italiano La Florida |                           |                        |                         |
| 1959 | Audax Italiano La Florida |                           |                        |                         |
| 1960 | Audax Italiano La Florida |                           |                        |                         |
| 1961 | Audax Italiano La Florida |                           |                        |                         |
| 1962 | Audax Italiano La Florida |                           |                        |                         |
| 1963 | Audax Italiano La Florida |                           |                        |                         |
| 1964 | C.D. Thomas Bata          |                           |                        |                         |

| Año  | Campeonato Metropolitano         | Campeonato Metropolitano | Campeonato Metropolitano | Campeonato Metropolitano |
| Año  | Campeón                          | Subcampeón               | Tercer clasificado       | Cuarto clasificado       |
| ---- | -------------------------------- | ------------------------ | ------------------------ | ------------------------ |
| 1968 | C.D. Thomas Bata                 |                          |                          |                          |
| 1969 | C.D. Thomas Bata                 |                          |                          |                          |
| 1970 | C.H. León Prado San Miguel       | C.D. Universidad Técnica | Viña del Mar             | C.D. Huachipato          |
| 1971 | C.D. Thomas Bata                 |                          |                          |                          |
| 1972 | Audax Italiano La Florida        |                          |                          |                          |
| 1973 | Audax Italiano La Florida        |                          |                          |                          |
| 1974 | C.H. León Prado San Miguel       |                          |                          |                          |
| 1975 | C.H. León Prado San Miguel       |                          |                          |                          |
| 1976 | C.D. Thomas Bata                 |                          |                          |                          |
| 1977 | Unión Española                   | C.D. Thomas Bata         | C.D. Universidad Técnica |                          |
| 1978 | C.D. Thomas Bata                 |                          |                          |                          |
| 1979 | C.H. León Prado San Miguel       |                          |                          |                          |
| 1980 | Ciclón Viña del Mar              |                          |                          |                          |
| 1981 | C.D. Thomas Bata                 |                          |                          |                          |
| 1982 | Club Universidad de Chile        |                          |                          |                          |
| 1983 | H.C. Manuel de Salas             |                          |                          |                          |
| 1984 | H.C. Manuel de Salas             |                          |                          |                          |
| 1985 | H.C. Manuel de Salas             |                          |                          |                          |
| 1986 | UMCE                             |                          |                          |                          |
| 1987 | C.D. Thomas Bata                 |                          |                          |                          |
| 1988 | C.D. Thomas Bata                 |                          |                          |                          |
| 1989 | C.D. Thomas Bata                 |                          |                          |                          |
| 1990 | C.D. Thomas Bata                 |                          |                          |                          |
| 1991 | Club Universidad de Chile        |                          |                          |                          |
| 1992 | Universidad de Santiago de Chile |                          |                          |                          |
| 1993 | C.D. Thomas Bata                 |                          |                          |                          |
| 1994 | UMCE                             |                          |                          |                          |
| 1995 | C.H. León Prado San Miguel       |                          |                          |                          |
| 1996 | C.H. León Prado San Miguel       |                          |                          |                          |
| 1997 | C.H. León Prado San Miguel       |                          |                          |                          |
| 1998 | C.H. León Prado San Miguel       |                          |                          |                          |
| 1999 | UMCE                             |                          |                          |                          |
| 2000 | C.H. León Prado San Miguel       |                          |                          |                          |
| 2001 | C.H. León Prado San Miguel       |                          |                          |                          |
| 2002 | Club Universidad de Chile        |                          |                          |                          |
| 2003 | C.H. León Prado San Miguel       |                          |                          |                          |
| 2004 | H.C. Manuel de Salas             |                          |                          |                          |
| 2005 | C.D. Thomas Bata                 |                          |                          |                          |

## Liga Nacional (LNH)
| Torneo | Campeón              | Resultado | Subcampeón             |
| ------ | -------------------- | --------- | ---------------------- |
| 2006-A | Universidad Católica | 4:3 y 8:4 | Liceo San Agustín      |
| 2006-C | Thomas Bata          | 4:2 y 4:3 | Liceo San Agustín      |
| 2007-A | Thomas Bata          | Lig.      | Liceo San Agustín      |
| 2007-C | Miguel León Prado B  | 4:2 y 4:3 | Miguel León Prado A    |
| 2008-A | Liceo San Agustín    | 4-0       | Saint Mary Joseph      |
| 2008-C | Universidad de Chile | 3:2       | Liceo San Agustín      |
| 2009-A | Universidad Católica | 5-2       | Estudiantil San Miguel |
| 2009-C | Liceo San Agustín    | 4:3       | Universidad Católica   |
| 2010-A | Universidad Católica | 7-3       | Estudiantil San Miguel |
| 2010-C | Universidad Católica | Lig.      | Estudiantil San Miguel |

## Copa de Oro
| Año  | Tabla de clasificaciones   | Tabla de clasificaciones   | Tabla de clasificaciones   | Tabla de clasificaciones   |
| Año  | Campeón                    | Subcampeón                 | Tercer clasificado         | Cuarto clasificado         |
| ---- | -------------------------- | -------------------------- | -------------------------- | -------------------------- |
| 2011 | Club Universidad de Chile  | Estudiantil San Miguel     | C.H. León Prado San Miguel | C.H.P. San Agustín         |
| 2012 | C.H.P. San Agustín         | Estudiantil San Miguel     | C.D. Universidad Católica  | Club Universidad de Chile  |
| 2013 | C.H.P. San Agustín         | C.H. León Prado San Miguel | C.D. Universidad Católica  | Estudiantil San Miguel     |
| 2014 | C.H. León Prado San Miguel | C.P. Vilanova Chile        | C.H.P. San Agustín         | Estudiantil San Miguel     |
| 2015 | Estudiantil San Miguel     | C.D. Universidad Católica  | C.P. Vilanova Chile        | C.H. León Prado San Miguel |
| 2016 | C.P. Vilanova Chile        | Estudiantil San Miguel     | C.D. Thomas Bata           | C.H. León Prado San Miguel |
| 2017 | C.D. Thomas Bata           | C.H. León Prado San Miguel | 2-0                        |                            |
| 2018 |                            |                            |                            |                            |

## Campeonato Nacional de Asociaciones (selecciones territoriales)
El primer campeonato de ámbito nacional que se disputó en Chile fue el campeonato de Asociaciones en 1942. Competían las distintas asociaciones constituidas de ámbito comunal, las cuales aglutinaban a los mejores jugadores de los distintos clubes de la comuna. Las principales universidades del país en las que se practicaba el hockey sobre patines también se fueron constituyendo como asociaciones autónomas diferenciadas de la asociación de la comuna donde radicaban, y pudieron participar en el campeonato.
El Campeonato Nacional se disputaba anualmente en una sola sede de forma concentrada en una semana, hasta su última edición en 1985. A lo largo de sus treinta y cinco ediciones participaron los siguientes combinadosː
Valparaíso, San Bernardo, Santiago, Quillota, Concepción, Peñaflor, Quilpué, Viña del Mar, Limache, Zona Austral, Talcahuano, Las Condes, San Miguel
Universidad Católica de Chile, Universidad de Chile, Universidad Técnica del Estado
| Ed.    | Año  | Part. | Tabla de clasificaciones      | Tabla de clasificaciones       | Tabla de clasificaciones  | Tabla de clasificaciones      |
| Ed.    | Año  | Part. | Campeón                       | Subcampeón                     | Tercer clasificado        | Cuarto clasificado            |
| ------ | ---- | ----- | ----------------------------- | ------------------------------ | ------------------------- | ----------------------------- |
| I      | 1942 | 3     | Santiago                      | Valparaíso                     | Viña del Mar              | ---                           |
| II     | 1943 | 3     | Santiago                      | Viña del Mar                   | Valparaíso                | ---                           |
| III    | 1944 | 4     | Santiago                      | Viña del Mar                   | Concepción                | Quilpué                       |
| IV     | 1945 | 3     | Santiago                      | Viña del Mar                   | Quillota                  | ---                           |
| V      | 1946 | 8     | Viña del Mar                  | Santiago                       |                           |                               |
| VI     | 1947 | 5     | Viña del Mar                  | Santiago                       | Concepción                | Valparaíso                    |
| VII    | 1949 | 5     | Santiago                      | Viña del Mar                   |                           |                               |
| VIII   | 1950 | 6     | Viña del Mar                  | Santiago                       | Peñaflor                  | Concepción                    |
| IX     | 1951 | 7     | Santiago                      | Valparaíso                     | Viña del Mar              |                               |
| X      | 1952 | 5     | Santiago                      | Universidad Católica de Chile  | Viña del Mar              | Valparaíso                    |
| XI     | 1953 | 5     | Santiago                      | Universidad Católica de Chile  | Viña del Mar              | Concepción                    |
| XII    | 1955 | 5     | Santiago                      | Universidad Católica de Chile  | Concepción                | Viña del Mar                  |
| XIII   | 1957 | 7     | Santiago B                    | Viña del Mar                   | Santiago A                |                               |
| XIV    | 1959 | 6     | Santiago                      | Concepción                     | Viña del Mar              | Universidad Católica de Chile |
| XV     | 1960 | 5     | Santiago                      | Viña del Mar                   | Club Universidad de Chile | Universidad Católica de Chile |
| XVI    | 1963 | 7     | Santiago                      | Universidad Técnica del Estado | Viña del Mar              | Universidad de Chile          |
| XVII   | 1966 | 8     | Santiago                      | Universidad Técnica del Estado | Concepción                | Talcahuano                    |
| XVIII  | 1967 | 8     | Univ. Técnica del Estado      | Santiago                       |                           |                               |
| XIX    | 1968 | 6     | Santiago                      |                                |                           |                               |
| XX     | 1969 | 8     | Universidad Católica de Chile | Santiago                       |                           |                               |
| XXI    | 1970 | 9     | Santiago                      | San Miguel                     |                           |                               |
| XXII   | 1971 | 9     | Viña del Mar                  | Santiago                       | Concepción                | Univ. Técnica del Estado      |
| XXIII  | 1972 |       | Santiago                      | San Miguel                     |                           |                               |
| XXIV   | 1974 |       | Santiago                      | Las Condes                     | San Miguel                | Concepción                    |
| XXV    | 1975 |       | Talcahuano                    | San Miguel                     | Las Condes                | Viña del Mar                  |
| XXVI   | 1976 | 10    | Santiago                      | Talcahuano                     | Chile Sub-19              |                               |
| XXVII  | 1977 | 10    | Viña del Mar                  |                                |                           |                               |
| XXVIII | 1978 | 10    | Las Condes                    |                                |                           |                               |
| XXIX   | 1979 |       | San Miguel                    | Universidad Católica de Chile  |                           |                               |